# جون بوكانان (لاعب كريكت جنوب إفريقي)
جون بوكانان (30 مايو 1887 في جنوب أفريقيا - 31 أكتوبر 1969 في المملكة المتحدة) (بالإنجليزية: John Buchanan)‏ هو لاعب كريكت جنوب أفريقي. لعب مع Buckinghamshire County Cricket Club ‏ ونادي مارليبون للكريكت ‏ ونادي جامعة كامبريدج للكريكيت ‏.

## وصلات خارجية
- جون بوكانان على موقع إي آس بي آن كريك إنفو (الإنجليزية)